# Andrea Barro
Andrea Barro (Conegliano, 20 ottobre 1931 – Conegliano, 19 giugno 2018) è stato un ciclista su strada italiano, professionista dal 1953 al 1954. In carriera ottenne due vittorie in due classiche del panorama italiano: la Coppa Agostoni e la Milano-Modena.

## Palmarès
- 1950 (dilettanti)

Circuito di Sant'Urbano
- 1953 (Torpado, due vittorie)

Coppa Agostoni
Milano-Modena

## Piazzamenti

### Classiche monumento
- Milano-Sanremo

1954: 69º
- Giro di Lombardia

1953: 48º
1954: 81º